# Police Quest: SWAT
Police Quest: SWAT est un jeu vidéo de type film interactif développé et édité par Sierra Entertainment, sorti en 1995 sur Windows.

## Accueil
- PC Gamer : 70 %[1]